# Pseudobryopsis
Pseudobryopsis es un género de algas, perteneciente a la familia Bryopsidaceae.

## Especies
Según WRMS:
- Pseudobryopsis blomquistii Diaz-Pifferer, 1965
- Pseudobryopsis hainanensis C.K. Tseng, 1936
- Pseudobryopsis myura (J. Agardh) Berthold, 1904
- Pseudobryopsis oahuensis Egerod, 1952
- Pseudobryopsis papillata Nasr, 1944
- Pseudobryopsis parva E.Y. Dawson, 1954
- Pseudobryopsis planktonica Cassie, 1969
- Pseudobryopsis thikkodiensis Anil Kumar et Panikkar, 1993
- Pseudobryopsis venezolana (W. R. Taylor) K. -D. Henne et R. Schnetter, 1999